# Artrocentesi
L'artrocentesi, o aspiració articular, és el procediment clínic d'utilitzar una xeringa per aspirar líquid sinovial (d'una articulació, habitualment amb embassament). L'artrocentesi s'utilitza en el diagnòstic de les artritis, per alleugerir el dolor (en buidar l'articulació del líquid a tensió, per un embassament sinovial o per una hemartrosi).
A vegades s'aprofita la mateixa punció d'artrocentesi per a injectar medicaments antiinflamatoris (infiltració articular).